# Xylocopa caerulea
Xylocopa caerulea (conhecida como abelha-carpinteira-azul), é uma espécie de abelha carpinteira.

## Descrição
Xylocopa caerulea é uma espécie relativamente grande, atingindo um tamanho médio de 23 mm. A região do tórax desses insetos é coberta com pelos azuis claros, conferindo-lhe uma impressionante cor azul. Os lados do abdômen e os primeiros segmentos abdominais também são cobertos por pelos semelhantes, embora mais finos e mais finos.

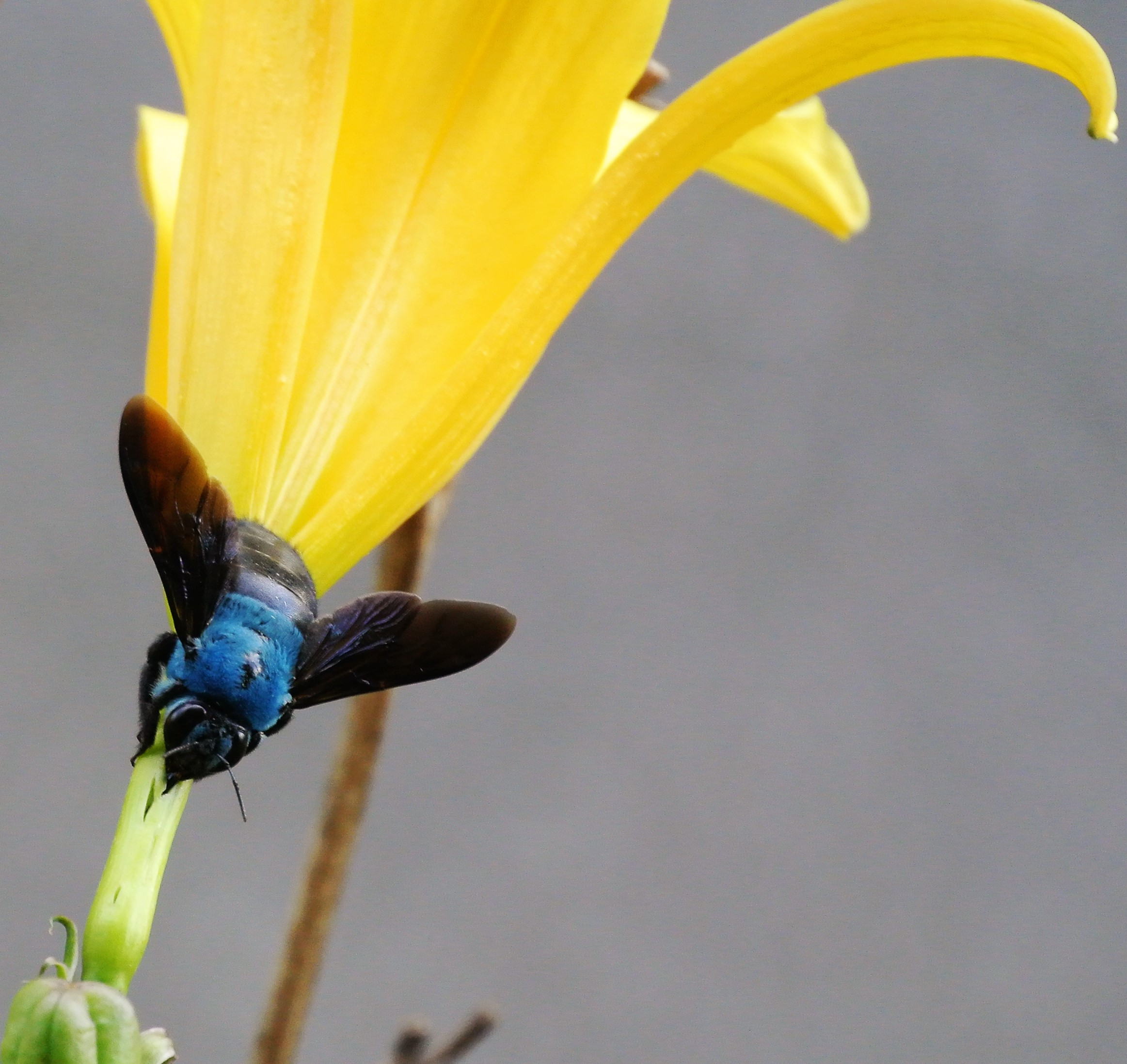

## Distribuição
Esta espécie é amplamente distribuída no Sudeste Asiático, Índia e sul da China.

## Leituras recomendadas
- Ruggiero M. (project leader), Ascher J. et al. (2013). ITIS Bees: World Bee Checklist (version Sep 2009). In: Species 2000 & ITIS Catalogue of Life, 11 March 2013 (Roskov Y., Kunze T., Paglinawan L., Orrell T., Nicolson D., Culham A., Bailly N., Kirk P., Bourgoin T., Baillargeon G., Hernandez F., De Wever A., eds). Digital resource at www.catalogueoflife.org/col/. Species 2000: Reading, UK.
- John Ascher, Connal Eardley, Terry Griswold, Gabriel Melo, Andrew Polaszek, Michael Ruggiero, Paul Williams, Ken Walker, and Natapot Warrit.